# 蒙佩勒
蒙佩勒（法語：Montperreux，法語發音：[mɔ̃pɛʁø]）是法国杜省的一个市镇，属于蓬塔利耶区。

## 地理
蒙佩勒（46°49'33"N, 6°20'31"E）面积11.61 平方千米，位于法国勃艮第-弗朗什-孔泰大區杜省，该省份为法国东部内陆省份，北起上索恩省，西接汝拉省，东部及东南部与瑞士接壤，东北部与贝尔福地区省接壤。
与蒙佩勒接壤的市镇（或旧市镇、城区）包括：瓦和帕莱、拉克吕斯和米茹、莱格朗热特、旧莱索皮托、马尔比松、圣普安拉克、图永和卢特莱。

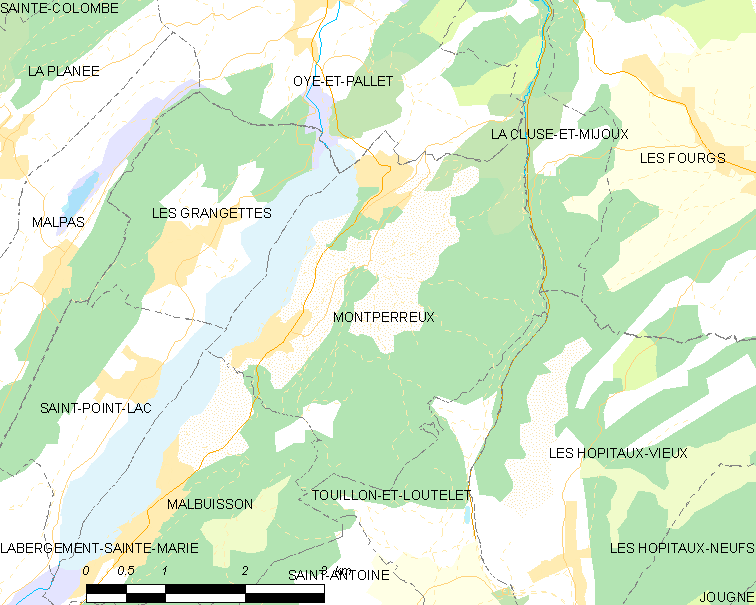
蒙佩勒的OSM定位图

蒙佩勒的时区为UTC+01:00、UTC+02:00（夏令时）。

## 行政
蒙佩勒的邮政编码为25160，INSEE市镇编码为25405。

## 政治
蒙佩勒所属的省级选区为弗拉讷县。

## 人口

1962-2008年间蒙佩勒人口变化图示

蒙佩勒于2022年1月1日时的人口数量为933人。